# Richard Wallace (informaticien)
 (mars 2020).
Si vous disposez d'ouvrages ou d'articles de référence ou si vous connaissez des sites web de qualité traitant du thème abordé ici, merci de compléter l'article en donnant les références utiles à sa vérifiabilité et en les liant à la section « Notes et références ».
Richard Wallace, né à Portland dans le Maine en 1960, est un informaticien américain auteur du programme ALICE (logiciel) (Artificial Linguistic Internet Computer Entity). Il est aussi le fondateur de la A.L.I.C.E Artificial Intelligence Foundation. Les travaux de Wallace apparaissent dans nombre de revues comme le New York Times, WIRED, CNN, ZDTV et dans de nombreuses langues à travers l'Asie, l'Amérique latine et l'Europe.